# Радовиш
Ра̀довиш (понякога в по-старата литература Радовиш, на македонска литературна норма: Радовиш) е град в Северна Македония, център на едноименната община. Населението на Радовиш е 16 223 души (за цялата община 28 244 души).

## География
Радовиш се намира в югоизточната част на Северна Македония, близо до планината Плачковица в Радовишката котловина. В града има две църкви – „Свети Илия“ и „Света Троица“ и три джамии – Йени джамия, Бубул дере джамия и трета запусната.

## История

### Етимология
Според академик Иван Дуриданов етимологията на името е от първоначалния патроним *Радовишти (множествено число) < -itji от личното име *Radovitъ.

### Средновековие
На 3 km северозападно от града, на десния бряг на Радовишката река е разположена средновековната крепост Хисар.
За първи път Радовиш се споменава в писмените извори през 1019 година в грамота на византийския император Василий II Българоубиец (εἰς α’τὴν τὴν Στρουμμίτζαν καὶ τὸν Ραδόβιστον), където е описан като част от Струмишката епархия на Охридската архиепископия. Във всички ранни извори формата на името на града е Радовищ – грамота на цар Стефан Урош V от 1361, година споменава оу Радовиштихъ, подписът на кюстендилския епископ Михаил Коласийски Радовищьскаго, Зографският поменик от XVI – XVII век Радовищ, бележка в печатан апостол от 1866 – Радовищъ.

### В Османската империя
В средата на XVII век през Радовиш минава османският пътешественик Евлия Челеби, който пише, че паланката Радовища има 400 покрити с керемиди, едноетажни и двуетажни къщи с градини. Има пет махали с джамия, два параклиса, малка баня и три малки хана. Център е на каза с 60 оживени села. Има чаршия със 150 дюкяна.
Според свидетелства на посетили селището през 1862 година американски мисионери, Радовиш е добре изглеждащ град с предимно турско население.
В края на XIX век Радовиш е град в Османската империя със смесено турско-българско население, център на малка каза в Солунски санджак. През 1865 година в града отваря врати новобългарско училище – първото в Струмишка епархия. Според вестник „Македония“ в 1867 година училището е организирано по взаимната метода и има 120 ученици.
Според статистиката на Васил Кънчов („Македония. Етнография и статистика“) към 1900 година населението на Радовиш брои 6230 жители, от които 4000 турци, 2030 българи и 200 цигани. Почти цялото християнско население на Радовиш е под върховенството на Българската екзархия. По данни на секретаря на екзархията Димитър Мишев („La Macédoine et sa Population Chrétienne“) в 1905 година в паланката има 2480 българи екзархисти и 240 българи протестанти. В градчето има две български училища – екзархийско и протестантско.
През пролетта на 1895 година в Радовиш е създаден революционен комитет. Гоце Делчев, след като основава комитета в родния си град Кукуш, продължава към Дойран, Струмица и Радовиш. Михаил Шатоев в спомените си пише, че първите членове са той, брат му Димитър Шатоев, Христо Попилиев, Кръстю Димчев (Дилчев) от Битоля (тогава главен учител в Радовиш), Ташо А. Дацов и брат му Михаил А. Дацов. Броят на членовете бързо нараства. През лятото на същата година и Коце Ципушев е посветен в дейността. В 1899 година председател на комитета е Димитър Шатоев. Първи околийски войвода е Паруш Г. Лазаров от Радовиш, който с Коце Коцев и Иван Милев, изпратени от Гоце Делчев, организират каналите на Радовишко. По-късно войводи са Никола Джеков, Стамен Ораовски и други.
При избухването на Балканската война през 1912 година четиридесет и трима души от града са доброволци в Македоно-одринското опълчение. В града се установява българска военно-административна управа, като начело на Радовишка околия е назначен Г. Попов.
По време на Балканските войни в Радовиш са погребани 253 български военнослужещи.

### В Сърбия, Югославия и Северна Македония
След Междусъюзническата война в 1913 година Радовиш попада в Сърбия. През периода 5 – 10 юли 1914 година сръбските власти убиват около 60 души бежанци от Тиквешко, опитали да се прехвърлят в България, а в началото на септември същата година сръбските окупатори съсичат на Струмишкото шосе местния жител Тодор Георгиев.
Според Димитър Гаджанов в 1916 година в Радовиш живеят 1497 турци и 2001 българи.
По време на българското управление във Вардарска Македония в годините на Втората световна война, Ангел Костов Димов от Лугунци е български кмет на Радовиш от 16 август 1941 година до 22 март 1943 година. След това кметове са Димитър Котев Голчев от Кюстендил (22 юли 1943 – 19 ноември 1943) и Георги Манев хаджи Манев от Велес (18 април 1944 – 9 септември 1944).
Според преброяването от 2002 година Радовиш има 16 223 жители, от които:
| Националност     | Всичко |
| северномакедонци | 13 991 |
| албанци          | 1      |
| турци            | 1927   |
| роми             | 181    |
| власи            | 20     |
| сърби            | 60     |
| бошняци          | 1      |
| други            | 42     |

## Личности
В 1774 година в Радовиш е роден християнският светец Анастасий Струмишки. По време на Българското възраждане видна фигура от Радовиш е Георги Урумов. Иван Попевтимов, Никола Василев, Никола Георгиев, Никола Казанджиев и Коце Ципушев са видни дейци на ВМОРО и ВМРО. Александър Караманов е поет, комунистически партизанин от годините на Втората световна война, митологизиран по време на последвалото комунистическо управление. Ката Лахтова е виден югославски политик, а Илхами Емин е поет и преводач от турски произход.

## Други
На Радовиш е наречена улица в квартал „Банишора“ в София (Карта).

## Галерия
- Централна част на Радовиш
- Зима в Радовиш
- Радовиш
- Радовиш.
- Подът на църквата „Света Троица“ в Радовиш, на който е представен античният символ „Вергинска звезда“